# Jay Sweet
Pour les articles homonymes, voir Sweet.
Jay Sweet, né le 11 août 1975 à Adélaïde, est un coureur cycliste australien.

## Biographie
Jay Sweet a accepté une bourse de cyclisme à l'Institut australien du sport et, en 1997, il devient membre de l'équipe ZVVZ-Giant . Entre 1998 et 2001, il est membre de l'équipe professionnelle BigMat-Auber 93 . Il remporte la médaille d'or de la course en ligne aux Jeux du Commonwealth de Kuala Lumpur en 1998 .
Il participe au Tour de France 1999, où il ne termine pas la 15e étape en raison d'une blessure à la cheville liée à un accident lors de la troisième étape.  Il prend sa retraite en 2003 et déménage en Nouvelle-Zélande. Pendant son séjour en Nouvelle-Zélande, il travaille comme pêcheur commercial et apprenti constructeur. En 2012, il retourne à Adélaïde, où il travaille comme tailleur de pierre,.
En 2013, lors d’une interview télévisée, il explique qu'un médecin de la course lui avait injecté de la cortisone en 2001 et qu'on lui a proposé des substances interdites qu'il a toujours refusées. En 2015, il court le Tour du Riverland en Australie du Sud et termine 2e de la première étape.

## Palmarès
| - 1994 - 9e étape de la Commonwealth Bank Classic - 1996 - Champion d'Australie du critérium - 1re et 10e étapes de la Commonwealth Bank Classic - 1re étape du Tour de Suède - 2e étape du Tour de l'Avenir - 7e étape de la Bay Cycling Classic - 1re et 10e étape du Tour de Langkawi - 1997 - 1re, 8e, 9e, 10e et 15e étapes de la Commonwealth Bank Classic - 1re et 6e étapes du Tour du Japon - 5e étape de la Bay Cycling Classic - CoreStates Classic - 1998 - 10e de la Commonwealth Bank Classic - 3e et 8e du Prudential Tour - 3e étape du Tour de l'Avenir - Médaillé d'or de la course en ligne aux Jeux du Commonwealth - 2e du Prix d'Armor - 2e du Prix des blés d'or | - 1999 - 2ea étape du Tour de Picardie - 2000 - 2e étape du Tour de Normandie - 3e étape du Circuit franco-belge - 2e du Tour de Vendée - 2001 - 1re et 2e étapes du Tour de Rhodes - 8e étape du Circuito Montañés - 3e étape du Tour de l'Ain - 8e étape du Herald Sun Tour - 2002 - 2e étape de la McLane Pacific Classic - 3e du Quad Cities Criterium |

### Résultats sur les grands tours

#### Tour de France
1 participation
- 1999 : abandon (14e étape)